# Sông Tiên Yên

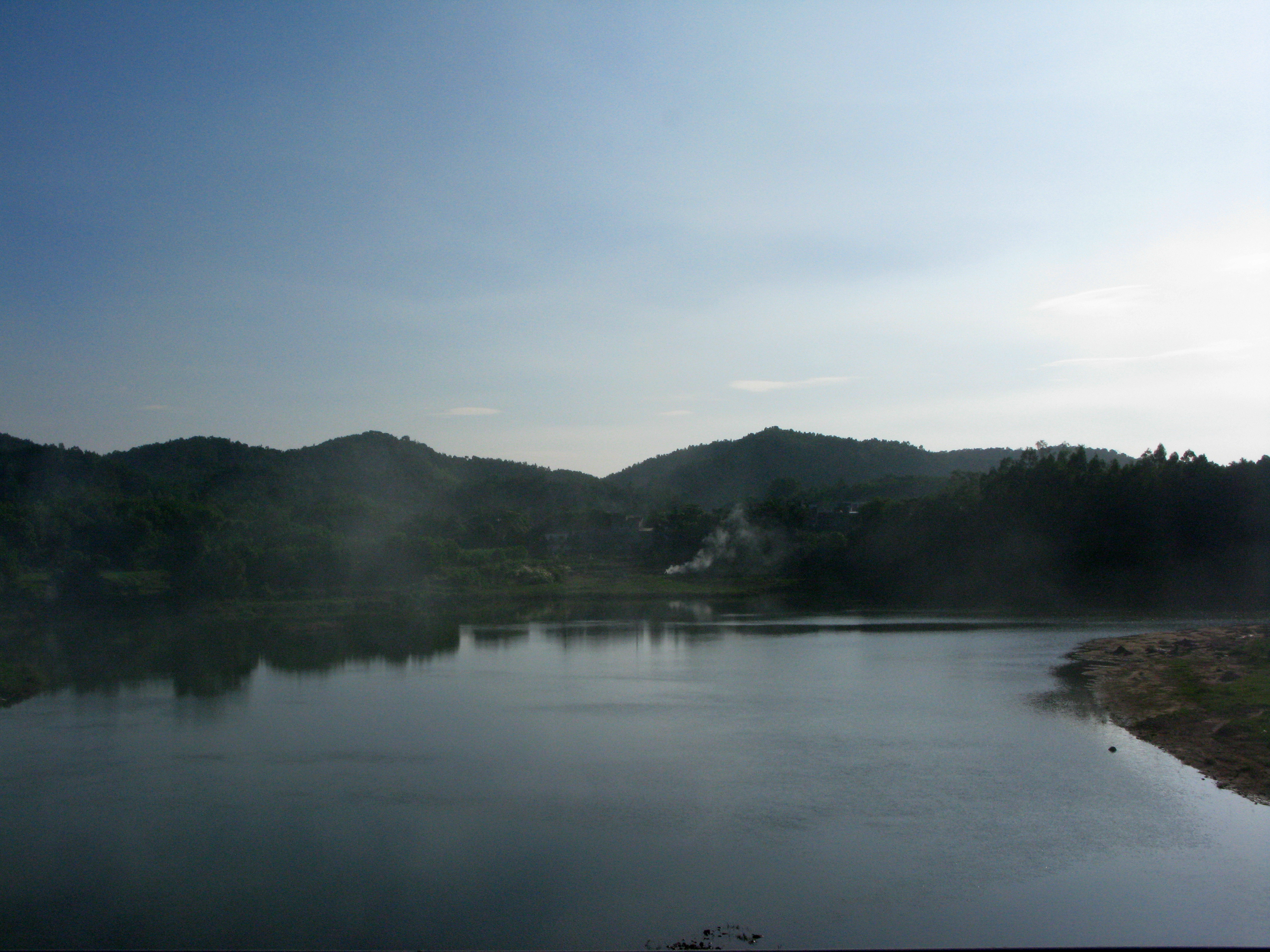
Sông Tiên Yên.

Sông Tiên Yên là con sông chảy qua tỉnh Quảng Ninh.
Bắt nguồn từ Đỉnh Cao Ba Lanh, độ cao 1302m so với mặt nước biển chảy theo hướng bắc sang tỉnh Quảng Tây, Trung Quốc, sau chuyển hướng tây tây nam đổ vào xã Đồng Văn - huyện Bình Liêu - Quảng Ninh và đến đây sông chạy theo hướng tây nam, phân chia đường biên giới tự nhiên giữa Việt Nam - Trung Quốc, sông chạy đến Hoành Mô - Bình Liêu - Quảng Ninh thì đổi hướng bắc - nam, chảy qua thị trấn Bình Liêu, hợp với một nhánh sông nữa đổ vào và chảy xuôi xuống huyện Tiên Yên- Quảng Ninh, đến thị trấn Tiên Yên, sông Tiên Yên lại hợp với sông Phố cũ (Bắt nguồn từ Sơn Động - Bắc Giang) và chảy ra cảng Mũi Chùa Tiên Yên.
Sông TIÊN YÊN có tổng chiều dài khoảng 82 km, trong đó: Đoạn từ Cao Ba Lanh - Trung Quốc - Đồng Văn(Bình Liêu) dài 14 km. Đoạn từ Hoành Mô (Bình Liêu) đến thị trấn Tiên Yên dài 58 km, đoạn từ Tiên Yên đến cảng Mũi Chùa dài 10 km